# Calle de Alonso Pesquera
La calle de Alonso Pesquera es una vía urbana de la ciudad de Valladolid, España.

## Descripción
Aparece descrita en Las calles de Valladolid de Juan Agapito y Revilla de la siguiente manera:

El primer nombre con que veo referida esta calle en documentos antiguos, nada menos que en 16 de diciembre de 1283, es el de «cal de San Esteban», y ello obedecía a que la daba nombre la antigua iglesia de esta advocación, la cual, según el historiador Sangrador, ocupaba las casas señaladas con los números 6 y 8 (en su tiempo), «donde todavía se conocen los arcos de piedra que debieron servir de pórtico o entrada». Esa iglesia, totalmente desaparecida, se conocía ya en el siglo XII, y estaba completamente aislada, pues existía una calleja, del lado opuesto a la de Pedro Barruecos, que salía a la de hoy de la Merced, de la cual aún recuerdo un trozo de ella, a la que se entraba por la de Alonso Pesquera y no tenía salida.

Sangrador, también, indica que en una excavación practicada en la iglesia de San Esteban se encontró una piedra labrada con una incompleta inscripción, que he procurado descifrar en otra ocasión (Lo prehistórico, protohistórico y romano en la provincia de Valladolid en el Boletín de la Comisión de monumentos históricos y artísticos de la provincia de Valladolid), cuya piedra estuvo destinada a pila de agua bendita.
Antolínez de Burgos, por su cuenta, expresa que contiguo a la iglesia de San Esteban estuvo el hospital que fundó Don Pedro Miago, mayordomo del conde Ansúrez. Y sobre su solar y terrenos inmediatos hubo un palacio que pasó desapercibido a los historiadores locales, o no le dieron importancia ninguna, aunque han citado las casas por diferentes motivos.
Realmente, Antolínez escribió que la cofradía de Don Pedro Miago estaba fundada «junto a la parroquia del Señor San Esteban»; pero bien pudo suceder que estuviese en la acera frente a la iglesia, en la calle, pues Sangrador la fijó en el 10 de ella. Sea como fuere, Don Pedro Miago yacía enterrado en San Esteban, en la iglesia antigua, es claro, «en un nicho a la vista del pueblo, y delante está un pedazo de portal con dos rejas de madera en dos arcos de piedra». Añadió que la figura que le representaba era de media talla; aparecía sentado y entre las manos sostenía una tarjeta, en la cual, en letras doradas se escribió el célebre epitafio tan conocido, que copia. Por cierto que se hizo tan famoso el letrero que se transcribió en Epitaphia ioco-seria, latina gallica itálica hispanica lusitanica belgica, Franciscus Sovertis Autuerp. posteritati & urbanitati... Coloniae, Apud Bernardum Gualtheri, Anno M. DC. XIII in-8, reproducida la parte de Epitaphia hispanica en la Revue Hispanique (T. XXXIX-1917-pp. 582-599), de la que copio la inscripción por ser una variante de la que dio Antolínez de Burgos:
DE PEDRO MIAGO:

En Valladolid.

Yo soy DON PEDRO MIAGO,
 
que en lo mió me yago,
 
lo que comí y beuí, logré,
 
el bien que fize, hallé,
 
lo que dexé no lo sé.

Pero dejo comentarios a un lado, y voy a recordar ese palacio citado.
El conde Don Sancho, hermano de Don Enrique II, hizo donación a las monjas de Santa Clara de unas casas que tenía cerca de San Esteban para que en ellas morasen las religiosas, y esa donación fue confirmada por Doña Juana Manuel, mujer de Don Enrique II (quien debió darla nuestra villa, pues dice la reina «mi villa de Valladolit»), en 21 de febrero de 1370, que confirmó el rey en 5 de marzo de 1371, datándose ambas confirmaciones en Valladolid. La de Doña Juana Manuel concedía a las monjas, además, que los materiales y demás cosas del monasterio que estaba fuera de la villa, entonces (por cuyo motivo quería hacerse el traslado dentro de ella, dadas las inseguridades de los tiempos), se puedan llevar a la casa nueva. (Esta confirmación, como otros diplomas inéditos de la casa religiosa, les publiqué en el Boletín de la Real Academia de la Historia, 1923-24, bajo el epígrafe Documentos reales del monasterio de Santa Clara de Valladolid.)
Esas casas del conde Don Sancho no fueron ocupadas por las monjas de Santa Clara y sí por otras distintas personas del apellido Castilla, y se las conoció, en lo antiguo, por el «palacio de los Castillas» y «casa del Cordón» también, por tener sobre la puerta labrado en piedra un grueso cordón, que a algunos hizo suponer que se puso tal detalle para significar que la casa fue habitada por el Seráfico P. San Francisco «cuando vino a Castilla a fundar los conventos de su Orden». Mejor que ello, y como más probable, es creer que el cordón era una demostración de la devoción que la rama bastarda tuvo a los franciscanos, como la donación del conde Don Sancho demuestra.
Entre los Castilla que ocuparon el palacio de Don Sancho fue uno de ellos Don Pedro de Castilla, obispo de Palencia, del cual dijo Antolínez que falleció en Valladolid el 7 de abril de 1461, a consecuencia de una caída que sufrió desde lo alto de unas tapias de las casas que estaba construyendo frente a San Esteban, conocidas por las «del Cordón».
En 1619 las ocupaba el marqués de Aguilafuente, y a ellas llevó preso Don Francisco de Irazábal, marqués de Valparaíso, a Don Rodrigo Calderón, marqués de Siete Iglesias y conde de la Oliva, para ser procesado y degollado en Madrid.
Las casas debieron irse abandonando poco a poco y las monjas de Santa Clara, en 1744, entablaron gestiones para reintegrarse de lo que siglos hacía había sido suyo, de lo cual, y de otros pormenores de las casas, de los Castilla, de las Zúñiga y de los Bazán, doy ciertos detalles circunstanciales en mi librito Anotaciones a los "Extractos de los diarios de los Verdosotos de Valladolid", por lo que les omito aquí.
Es de notar que a estas casas o palacio le situaban testigos, unas veces diciendo que estaba junto a San Esteban; otras, que inmediato, y muchas, enfrente, por lo que a mí mismo me hizo pensar, en algún tiempo, si las casas de los Castilla serían la del número 14 de la calle de Alonso Pesquera, pues el patio con restos del arte del siglo XVI hacía notar haber pertenecido a familia linajuda; pero habiendo estudiado los papeles del convento de Santa Clara, ya no tengo duda ninguna, y esas palabras de junto, inmediato y enfrente eran la misma cosa, por estar separada la antigua iglesia de San Esteban como se ha expresado ya.
En el siglo XIX, al incautarse la administración de la «casa de Orates», se convirtió «la del Cordón» en Manicomio provincial, el cual sufrió un incendio total el 6 de julio de 1899, por lo que hubo que trasladársele al monasterio de Nuestra Señora de Prado.
La casa dicha antes del número 14 fue habilitada en 1809 para tribunal de la Inquisición hasta su extinción. Era de la marquesa del Arco.
Después de haberse fundado la Casa Profesa de PP. Jesuitas, a costa de la Compañía, se hizo el Colegio de San Ambrosio con iglesia a la calle de Alonso Pesquera. A la expulsión de los jesuitas en 1767 se pasó la parroquia de San Esteban a la iglesia de San Ambrosio, y allí sigue la parroquia, que se proyecta instituir en Santuario basílica dedicada al Sagrado Corazón de Jesús, por haber vivido en el colegio el P. Bernardo de Hoyos, propagador del culto al Sagrado Corazón.
Un recuerdo curioso de la calle es que había una puerta fuertemente fortificada, que se llamó «puerta de Santisteban», perteneciente a la segunda muralla, en el extremo a la plazuela de la Cruz Verde. En esa puerta se hizo fuerte el pueblo comunero y detuvo, cerrando las puertas, a la Chancillería que por orden de Carlos I salía de la villa, para ir a Arévalo, el 24 de enero de 1521. El alboroto que por tal negocio días antes se armó en la ciudad fue tremendo, y no consiguiendo el pueblo lo que pretendía se opuso tenazmente a la salida de la Audiencia, mandando a las gentes comuneras Don Juan de Mendoza, Pedro de Tovar, y el maestrescuela Collados. El Presidente de la Audiencia Don Diego Ramírez de Villaescusa, obispo de Cuenca, los oidores y demás oficiales, tuvieron que volverse a sus casas, no sin protestar de tamaño desacato.
Por motivo de esa puerta, a la calle se la llamó «calle de la Puerta de Santisteban», como demuestra un documento del Archivo de Protocolos citado en el Boletín del Seminario de Estudios de Arte y Arqueología de la Facultad de Historia, de nuestra Universidad (fascículos VIII y IX, pág. 419), por el cual la cofradía de la O y San Andrés quiere cambiar en 14 de marzo de 1526, una casa en que mora Andrés Gonzalo, tejedor, por otra del Cabildo de la Iglesia Mayor en la misma calle de la puerta de San Esteban.
Al sitio, es claro, se le llamaba en general puerta de San Esteban, como reza otro documento citado en el mismo Boletín (fascículo X, pág. 117), por el que pide en 7 de enero de 1522, Juan de Marchena, herrero, al abad de Valladolid, un censo perpetuo de un trozo de huerta situada en la puerta de San Esteban.
Ya desde principios del siglo XVII se llamó a la calle «de los Herradores», y consta que había un herrador en la esquina de la calle a la ahora del Cardenal Mendoza, por citarse cuando el Duque de Lerma pretendió construir su palacio en aquélla, como se verá. Por haber varios de ellos reunidos en el paraje adquiriría la calle tal denominación.
Poco después del fallecimiento de Don Miguel Alonso Pesquera, ocurrido el 15 de febrero de 1887, se varió el nombre de la «calle de los Herradores» y se puso el de «calle de Alonso Pesquera», en agradecimiento a los favores de Don Miguel, que había representado en Cortes a la circunscripción y tanto trabajó para lograr el ferrocarril de Valladolid a Ariza.

La fundación o la construcción del edificio de las Siervas de Jesús, que ocupa los solares de la primitiva iglesia de San Esteban dicha y frente de los del palacio de Don Sancho, es debida a la generosidad de Doña María Eugenia, hermana de Don Millán, Don Miguel y Don Teodosio, la que dio terminada la obra en 1889. Doña María Eugenia costeó también la obra de restauración de la capilla de San Joaquín y Santa Ana, del Carmen descalzo (otra vez abandonada), donde yacen los dos hermanos Don Miguel y Doña María Eugenia, fallecida ésta el 3 de enero de 1893. Eran hijos de Don Millán Alonso del Barrio, senador del Reino, y de Doña Mamerta Pesquera.